# Miguel Mihura Álvarez

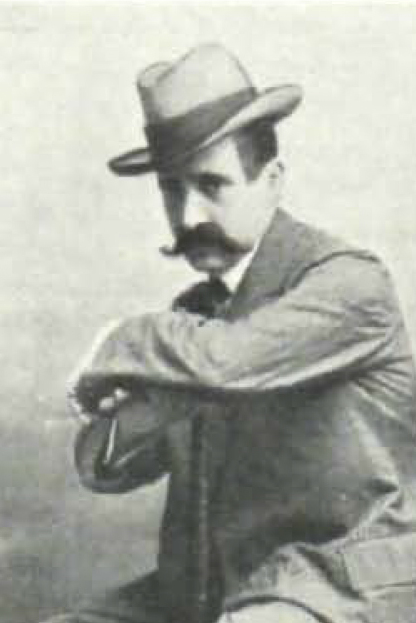
Retrato de Miguel Mihura publicado en 1906

Miguel Mihura Álvarez (Medina Sidonia, 1877-San Sebastián, 11 de julio de 1925) fue un actor, autor y empresario teatral.

## Biografía
Fue padre de Miguel Mihura, escritor y periodista que siguió como autor esa actividad dramática, pero con más acierto y, sobre todo, originalidad. Pasó por el seminario de Cádiz, si bien lo abandonó poco después.
La máxima dedicación de Miguel Mihura Álvarez tendió a los géneros de comicidad breves y musicales, escribiendo un alto número de textos teatrales, muchos de ellos en colaboración con Enrique García Álvarez o Ricardo González, entre otros. Con este segundo escribió la parodia El pueblo del Peleón, remedo de la opereta paródica La corte de Faraón. Su teatro es escasamente original, utilizando todos los recursos y formulismos de los géneros breves y musicales que cultiva. Además de la parodia citada, destacamos las piezas cómico-paródicas Cásate... y verás y El niño de los tangos. Los últimos años de su vida los dedicó a la gerencia y representación de teatros y compañías. La muerte le sorprendió en San Sebastián trabajando para la compañía de Valeriano León y Aurora Redondo.
El 28 de marzo de 2011 se inaugura en Medina Sidonia (Cádiz) el teatro municipal que lleva su nombre.